# If Anything Happens I Love You
If Anything Happens I Love You (Si algo me pasa, los quiero en Hispanoamérica y Si algo me pasa, os quiero en España) es un cortometraje animado estadounidense en 2D escrito y dirigido por Will McCormack y Michael Govier. Su historia sigue a dos padres afligidos mientras luchan por enfrentar la muerte de su hija, quien murió en un tiroteo escolar. De Gilbert Films y Oh Good Productions, la película se estrenó en Netflix el 20 de noviembre de 2020.
La idea inicial de la película surgió de una reunión entre McCormack y Govier en el Parque Griffith. Ambos escribieron el guion de la película durante todo un año, y la producción comenzó en 2018 y Youngran Nho se desempeñó como director de animación. Utilizando el cortometraje Padre e hija como inspiración y trabajando en estrecha colaboración con Everytown for Gun Safety, la producción concluyó en febrero de 2020.
El cortometraje se estrenó el 4 de marzo de 2020 durante una proyección privada en United Talent Agency en Beverly Hills, donde fue presentado por Jayme Lemons, Chelsea Handler, Phil Johnston, Mary McCormack, Rashida Jones y la productora ejecutiva Laura Dern. Tras su lanzamiento en Netflix, el corto fue recibido con elogios de la crítica; en la 93.ª edición de los Premios Óscar, recibió el premio al mejor cortometraje animado.

## Trama
Dos padres comienzan a separarse tras la muerte de su hija preadolescente. Aunque se niegan a hablarse en persona, ambos padres son vigilados por sombras que expresan sus verdaderas emociones. Mientras el padre sale, la madre piensa en entrar en el antiguo dormitorio de su hija, aunque se detiene debido al dolor y la tristeza abrumadores.
Mientras lava la ropa, la madre comienza a llorar al darse cuenta de que ha lavado la camisa de su hija. Ella se sienta cerca de la lavadora, lo que hace que una pelota de fútbol se caiga y abra la habitación de su hija, que también rueda hacia un tocadiscos, tocando la canción «1950». La madre decide entrar a la habitación, donde luego se reencuentra con su esposo. Mientras «1950» continúa sonando de fondo, una sombra que representa a su hija sale del tocadiscos y los padres comienzan a recordar eventos en la vida de su hija.
En una serie de flashbacks, los padres ven crecer a su hija: desarrollando un amor por el fútbol, celebrando su décimo cumpleaños y experimentando su primer beso. En el flashback final, la hija deja a sus padres para asistir a la escuela. Sabiendo lo que está por suceder, las sombras de los padres intentan impedir que ella ingrese al recinto, pero, siendo esto un recuerdo, fracasan. Dentro de la escuela, la hija es asesinada a tiros durante un tiroteo, y su mensaje final a sus padres es "Si pasa algo, los quiero". 
A medida que las sombras de los padres se separan, la sombra de la hija los une, obligando a los verdaderos padres a ver los buenos recuerdos que pudieron experimentar con su hija cuando estaba viva. En el presente, los padres se abrazan y la sombra de la hija se convierte en una luz brillante entre las sombras de sus afligidos padres.

## Producción
Según los escritores Will McCormack y Michael Govier, quienes se hicieron amigos en una escuela de actuación, la idea inicial de la película surgió de una reunión entre los dos en Griffith Park, donde Govier pensó en hacer una película donde las sombras representaran emociones que la gente no podía alcanzar. McCormack estuvo de acuerdo y opinó que es una premisa "poderosa". El objetivo de la película era mostrar "el dolor que aún persiste en la comunidad, aunque tal vez el ciclo de noticias los haya dejado, y cómo se ve ese dolor". Para dirigir la película, la pareja se reunió con varios padres que habían perdido a sus hijos en tiroteos escolares y violencia armada en los Estados Unidos, conscientes del tema delicado. La pareja también trabajó en estrecha colaboración con Everytown for Gun Safety y Moms Demand Action, lo que permitió a las organizaciones compartir sus propios comentarios sobre el guion de la película y ampliar su tema general.
Para llevar a cabo su idea autofinanciada como una película animada, la pareja se reunió primero con la productora Maryann Garger. Poco después, If Anything Happens I Love You comenzó la producción a fines de 2018, y la animación se llevó a cabo desde abril de 2019 hasta diciembre de ese mismo año. En total, veintiocho personas trabajaron en el cortometraje, incluidos Youngran Nho, Haein Michelle Heo y Julia Gomes Rodrigues, quienes utilizaron TVPaint Animation para animar el proyecto. La producción concluyó en febrero de 2020. Para abordar la importancia de la diversidad y la representación en la animación, el cortometraje fue animado, compuesto y producido por un equipo exclusivamente femenino.
El cortometraje fue producido por Govier, quien escribió el guion de 12 páginas para el cortometraje con McCormack en un año. Poco después, Nho fue contratada mientras asistía al Instituto de las Artes de California para trabajar como animadora y directora artística en el cortometraje, recomendada por la profesora Maija Burnett, usando la paleta en blanco y negro del cortometraje ganador del Oscar Padre e Hija como inspiración. Según Nho, el fondo de la película consistía en acuarela sobre papel para que la historia se sintiera "cruda" e "inacabada", y mencionó que la película intentaba tener un mínimo de color en el fondo para que coincidiera con el "vacío que llena a los padres afligidos".
Según McCormack y Govier, la pareja quería contar una historia a través de sombras antropomórficas y, como resultado, no se dibujaron múltiples secuencias con "tecnicolor completo", ya que querían "ilustrar y explorar el dolor" en el cortometraje. Para mantenerse en contacto con Nho y el resto del equipo, McCormack y Govier usaron el software Slack para comunicarse, "criticando y confirmando el trabajo de cada uno en tiempo real".
La mayor parte de la partitura del cortometraje fue compuesta por Lindsay Marcus, y la secuencia "Beautiful Dreamer" de la película fue arreglada e interpretada por la Inner-City Youth Orchestra of Los Angeles dirigida por Charles Dickerson. En una entrevista para Animation Scoop, McCormack reveló que la canción «1950» fue elegida para la película porque la pareja la escuchaba mientras buscaba música para el corto. También producida por Gary Gilbert y Gerald Chamales, la película fue editada por Peter Ettinger en el programa de edición de video Adobe Premiere Pro.

## Lanzamiento
If Anything Happens I Love You se estrenó por primera vez durante una proyección privada en United Talent Agency en Beverly Hills el 4 de marzo de 2020, donde fue presentado por Laura Dern, Jayme Lemons, Chelsea Handler, Phil Johnston, Mary McCormack y Rashida Jones. El 14 de octubre de 2020, Netflix adquirió los derechos de distribución del cortometraje, que estrenaron en su plataforma el 20 de noviembre.

## Recepción

### Respuesta crítica
En su reseña para The Independent Critic, Richard Propes le dio al cortometraje una calificación de A+ (también le otorgó cuatro estrellas de cinco), elogió su mensaje, animación y personajes, y calificó la película como "una obra maestra animada".  Escribiendo para The Montclarion, Megan Lim elogió la simplicidad de la película y afirmó que "La eliminación de palabras, colores e ilustraciones pulidas [...] comunica dramáticamente la angustia y el vacío que ningún diálogo podría capturar". Después de ver el corto, el equipo de Decider recomendó a los espectadores que vieran la película, y Anna Menta calificó el corto como "un retrato hermoso pero insoportablemente doloroso de una tragedia", diciendo que era honesto y se sentía como una historia real.
En la red social TikTok, #IfAnythingHappensILoveYou se volvió viral poco después del lanzamiento del cortometraje, y los creadores de contenido compartieron sus reacciones antes y después de ver el corto de 12 minutos.

### Premios
El 14 de octubre de 2020, IndieWire reveló que Netflix había estado considerando If Anything Happens I Love You como uno de sus tres candidatos al Premio Óscar al Mejor Cortometraje de Animación para competir en la 93.ª edición de los Premios de la Academia. En febrero de 2021, la película se agregó a una lista de 10 películas que compiten por el premio de 96 películas animadas calificadas, convirtiéndose en la única película de Netflix en la lista. En marzo, la película recibió la nominación oficial al Premio de la Academia junto con Burrow, Genius Loci, Opera y Yes-People, y IndieWire escribió que como "la primera entrada corta de Netflix [...] el favorito será If Anything Happens I Love You pero esta es una de las categorías más impredecibles".
| Premio                 | Fecha de la ceremonia | Categoría                       | Resultado | Ref.   |
| ---------------------- | --------------------- | ------------------------------- | --------- | ------ |
| Premios de la Academia | 25 de abril de 2021   | Mejor cortometraje de animación | Ganador   | [ 29 ] |
| Premios Annie          | 16 de abril de 2021   | Mejor Editorial – TV/Medios     | Nominado  | [ 30 ] |